# Bulletin des sociétés chimiques belges
Bulletin des sociétés chimiques belges (abrégé en Bull. Soc. Chim. Belg.) est une revue scientifique à comité de lecture publiée par les Sociétés Chimiques Belges.

## Histoire
Le titre original du journal était
- Bulletin de l'Association Belge des Chimistes, 1887-1903  (ISSN 0770-3201)

avant de prendre le nom de
- Bulletin des Sociétés Chimiques Belges, 1904-1997,  (ISSN 0037-9646)

connu aussi sous le nom de
- Bulletin de la Société Chimique de Belgique  (ISSN 0374-6585)

En 1998, le journal est absorbé par l'European Journal of Organic Chemistry et l'European Journal of Inorganic Chemistry, créés par la fusion de divers journaux de chimie européens:
- Acta Chimica Hungarica, Models in Chemistry
- Anales de Química
- Bulletin des Sociétés Chimiques Belges
- Bulletin de la Société Chimique de France
- Chemische Berichte
- Chimika Chronika
- Gazzetta Chimica Italiana
- Liebigs Annalen
- Polish Journal of Chemistry
- Recueil des Travaux Chimiques des Pays-Bas
- Revista Portuguesa de Química